# ちょっぴりシェフきぶん
「ちょっぴりシェフきぶん」は、石田燿子（石田よう子名義）の楽曲。1995年6月21日に石田の4枚目のシングルとして日本コロムビアから発売された。

## 概要
前作「愛の戦士」から約8ヶ月半ぶりのシングル。
表題曲は、NHK教育テレビ『ひとりでできるもん!』第2期2代目オープニングテーマに起用された。
カップリング曲のアーティストは「石田よう子とアポタンズ」と表記されている。
表題曲は2013年9月25日発売のアルバム『Happy For You 〜20th Anniversary〜』に収録されており、カップリング曲は石田のアルバム未収録となっているが、1998年3月21日発売のオムニバス『井出真生の年少以下ダンス集』に収録されている。
2025年3月現在、廃盤となっている。

## シングル収録内容
| 全作曲・編曲: 池毅。 |                                                  |          |            |
| #                    | タイトル                                         | 作詞     | 作曲・編曲 |
| 1.                   | 「ちょっぴりシェフきぶん」                       | 小滝清美 | 池毅       |
| 2.                   | 「森のスープ屋さん」                             | 佐藤牧子 | 池毅       |
| 3.                   | 「ちょっぴりシェフきぶん」(オリジナル・カラオケ) |          | 池毅       |
| 4.                   | 「森のスープ屋さん」(オリジナル・カラオケ)       |          | 池毅       |